# Stetten (Heimerdingen)
Stetten ist eine Wüstung auf der Markung des Ortsteils Heimerdingen der Stadt Ditzingen.
Die Lagebezeichnung by Stetten wird 1424 im Leonberger Amtslagerbuch erstmals erwähnt. Der Name leitet sich von Hofstätten ab. Nach Aufgabe als Wohnplatz blieb zunächst eine große Schutzhütte bzw. ein großer Viehstall für das auf im Gewann Melkegarten weidende Vieh. Heute erinnert noch der Stettebrunnen (Stedebrunnen) an die abgegangene Siedlung.